# Lábatlangyíkfélék
A lábatlangyíkfélék (Anguidae) a hüllők (Reptilia) osztályába, a pikkelyes hüllők (Squamata) rendjébe és a gyíkok (Sauria) alrendjébe tartozó család. A fajok többsége lábatlan vagy redukált végtagokkal rendelkezik, de vannak teljesen kifejlett végtagokkal rendelkező fajok is (Gerrhonotinae alcsalád fajai).

## Rendszerezés
A családba 3 alcsalád, 12 nem és 54 faj tartozik.

## Anguinae
Az Anguinae alcsaládba az alábbi 3 nem és 12 faj tartozik:
- Anguis (Linnaeus, 1758) – 2 faj
  - közönséges lábatlangyík (Anguis fragilis)
  - peloponnészoszi lábatlangyík (Anguis cephalonnicus)
  - kékpettyes lábatlangyík (Anguis colchica)
  - görög lábatlangyík (Anguis graeca)
  - Anguis veronensis

- Ophisaurus (Daudin, 1803) – 6 faj
  - Ophisaurus attenuatus
  - Ophisaurus ceroni
  - Ophisaurus compressus
  - Ophisaurus incomptus
  - Ophisaurus mimicus
  - Ophisaurus ventralis

- Pseudopus (Pallas, 1775) – 1 faj
  - páncélos seltopuzik (Pseudopus apodus) régebbi nevén Ophisaurus apodus

## Diploglossinae
A Diploglossinae alcsaládba az alábbi 3 nem és 10 faj tartozik
- Celestus (Gray, 1839) – 4 faj
  - Celestus badius
  - Celestus costatus
  - Celestus enneagrammus
  - Celestus rozellae

- Diploglossus (Wiegmann, 1834) – 2 faj
  - Diploglossus ingridae
  - Diploglossus pleii

- Ophiodes (Wagler, 1828) – 4 faj
  - Ophiodes intermedius
  - Ophiodes striatus
  - Ophiodes vertebralis
  - Ophiodes yacupoi

## Gerrhonotinae

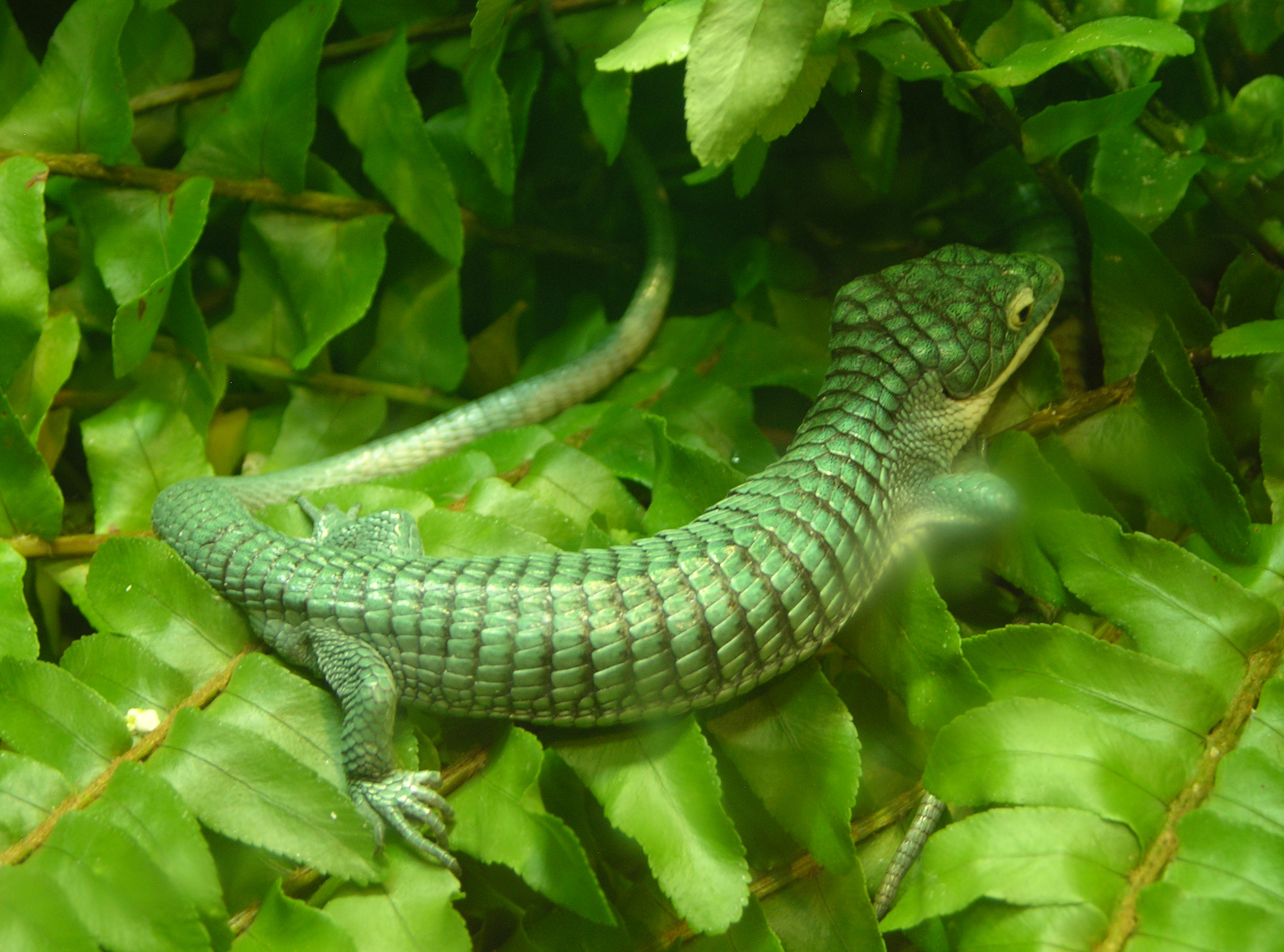
Abronia graminea

A Gerrhonotinae alcsaládba az alábbi 6 nem és 35 faj tartozik
- Abronia (Gray, 1838) – 18 faj
  - Abronia bogerti
  - Abronia chiszari
  - Abronia deppii
  - Abronia fuscolabialis
  - Abronia graminea
  - Abronia kalaina
  - Abronia leurolepis
  - Abronia lythrochila
  - Abronia martindelcampoi
  - Abronia matudai
  - Abronia mitchelli
  - Abronia mixteca
  - Abronia oaxacae
  - Abronia ochoterenai
  - Abronia ornelasi
  - Abronia reidi
  - Abronia smithi
  - Abronia taeniata

- Barisia (Gray, 1838) – 3 faj
  - Barisia imbricata
  - Barisia levicollis
  - Barisia rudicollis

- Elgaria (Gray, 1838) – 6 faj
  - északi aligátorgyík (Elgaria coerulea)
  - Elgaria kingii
  - déli aligátorgyík (Elgaria multicarinata)
  - Elgaria panamintina
  - Elgaria parva
  - St. Lucia-i aligátorgyík (Elgaria paucicarinata)

- Gerrhonotus (Wiegmann, 1828) – 3 faj
  - Gerrhonotus infernalis
  - Gerrhonotus liocephalus
  - Gerrhonotus lugoi

- Mesaspis (Cope, 1877) – 5 faj
  -  Mesaspis antauges
  - Mesaspis gadovii
  - Mesaspis juarezi
  - Mesaspis moreleti
  - Mesaspis viridiflava

- Wetmorena (Cochran, 1927)